# Fatma Lanouar
Fatma Lanouar (arabe : فاطمة لأنور), née le 14 mars 1978, est une athlète tunisienne, spécialiste du demi-fond.

## Carrière
Elle est surtout connue pour avoir remporté la médaille d'or du 1 500 mètres féminin à deux reprises lors des Jeux méditerranéens, en 2001 et 2005.
Lanouar a établi son record personnel du 1 500 mètres (4 min 06 s 91) en 2000. Elle a également été médaillée d'argent aux Jeux de la Francophonie de 2001.

## Records en compétition
| Année | Compétition                    | Lieu          | Position | Catégorie             | Record        |
| ----- | ------------------------------ | ------------- | -------- | --------------------- | ------------- |
| 1997  | Championnats d'Afrique juniors | Ibadan        | 5e       | 1 500 mètres          | 4 min 25 s 35 |
| 1999  | Jeux africains                 | Johannesbourg | 14e      | 800 mètres            | 2 min 09 s 78 |
| 1999  | Jeux africains                 | Johannesbourg | 12e      | 1 500 mètres          | 4 min 43 s 11 |
| 2000  | Jeux olympiques d'été          | Sydney        | 26e      | 1 500 mètres          | 4 min 11 s 87 |
| 2001  | Championnats du monde en salle | Lisbonne      | 15e      | 1 500 mètres          | 4 min 16 s 42 |
| 2001  | Jeux de la Francophonie        | Ottawa        | 8e       | 800 mètres            | 2 min 05 s 39 |
| 2001  | Jeux de la Francophonie        | Ottawa        | 2e       | 1 500 mètres          | 4 min 17 s 95 |
| 2001  | Jeux méditerranéens            | Tunis         | 6e       | 800 mètres            | 2 min 08 s 28 |
| 2001  | Jeux méditerranéens            | Tunis         | 1re      | 1 500 mètres          | 4 min 10 s 33 |
| 2001  | Jeux méditerranéens            | Tunis         | 6e       | Relais 4 × 400 mètres | 3 min 47 s 10 |
| 2003  | Championnats du monde en salle | Birmingham    | 23e      | 1 500 mètres          | 4 min 18 s 45 |
| 2005  | Jeux méditerranéens            | Almería       | 1re      | 1 500 mètres          | 4 min 10 s 77 |
| 2006  | Championnats d'Afrique         | Bambous       | 9e       | 1 500 mètres          | 4 min 34 s 30 |
| 2007  | Jeux africains                 | Alger         | 8e       | 1 500 mètres          | 4 min 14 s 39 |